# 小田部謙一
小田部 謙一（おたべ けんいち、1910年3月19日 - 2008年3月17日）は、日本の外交官。駐ベルギー特命全権大使、欧州共同体（EC）政府代表部特命全権大使。

## 人物・経歴
東京出身。1929年東京商科大学（現一橋大学）予科修了。1934年同大学学部卒業、外務省入省、調査部。1945年終戦連絡中央事務局総裁官房翻訳課長。1949年通商産業省輪出局雜貨課長。1951年外務省連絡局長心得。同年外務省経済局次長。1954年外務省経済局長心得。在アメリカ合衆国日本国大使館参事官を経て、1959年外務省経済局経済協力部長事務取扱。同年外務省アジア局賠償部長。1962年外務省大臣官房審議官。同年駐ビルマ特命全権大使。1964年初代ラングーン日本人学校校長。1966年駐デンマーク特命全権大使。1968年駐ベルギー特命全権大使。同年兼駐ルクセンブルグ特命全権大使、欧州経済共同体日本政府代表、欧州石炭鉄鋼共同体日本政府代表、欧州原子力共同体日本政府代表。退官後、三菱重工業顧問。1980年勲二等旭日重光章受章。2008年叙従三位。

## 親族
子に同じく外交官の小田部陽一がいる。